# Giana Romanova
Pour les articles homonymes, voir Romanova.
Giana Alexandrovna Romanova (née le 10 mars 1955 en Tchouvachie) est une athlète soviétique puis russe spécialiste du demi-fond. Elle mesure 1,60 m pour 48 kg.

## Carrière

### Palmarès
| Date | Compétition                    | Lieu     | Résultat | Épreuve          | Performance   |
| ---- | ------------------------------ | -------- | -------- | ---------------- | ------------- |
| 1978 | Championnats d'Europe          | Prague   | 1re      | 1 500 mètres     | 3 min 59 s 8  |
| 1979 | Championnats du monde de cross | Limerick | 12e      | Cross individuel |               |
| 1979 | Championnats du monde de cross | Limerick | 2e       | Cross par équipe | 48 pts        |
| 1979 | Coupe du monde des nations     | Montréal | 2e       | 1 500 mètres     | 4 min 08 s 73 |
| 1980 | Championnats du monde de cross | Paris    | 5e       | Cross individuel |               |
| 1980 | Championnats du monde de cross | Paris    | 1re      | Cross par équipe | 15 pts        |

### Records
| Épreuve      | Performance  | Lieu   | Date             |
| ------------ | ------------ | ------ | ---------------- |
| 1 500 mètres | 3 min 59 s 8 | Prague | 3 septembre 1978 |
| 3 000 mètres | 8 min 41 s 8 | Moscou | 12 juillet 1980  |